# Attack Attack!
Attack Attack! was een Amerikaanse posthardcoreband uit 2005 uit Westerville, Ohio.

## Bezetting
Oprichters
- Austin Carlile (zang, tot 2008)
- Ricky Lortz (ritmegitaar, zang, tot 2007)
- Andrew Whiting (gitaar)
- Nick White (basgitaar, tot 2007)
- Andrew Wetzel (drums)

Laatste bezetting
- Phil Druyor (zang, sinds 2012)
- Andrew Whiting (gitaar)
- Tyler Sapp (basgitaar, sinds 2012)
- Andrew Wetzel (drums)

Voormalige leden
- Johnny Franck (ritmegitaar, zang, 2007–2010)
- John Holgado (basgitaar, 2007–2012)
- Caleb Shomo (keyboards, zang, 2008–2012)
- Nick Barham (zang, 2008–2009)

## Geschiedenis
De band is in 2005 opgericht door Austin Carlile, Ricky Lortz, Andrew Whiting, Nick White en Andrew Wetzel. Ricky Lortz en Nick White verlieten de band echter voor hun eerste publicatie en werden vervangen door Johnny Franck (cleane zang, slaggitaar) en John Holgado (bas). In 2007 bracht Attack Attack! haar eerste ep If Guns Are Outlawed, Can We Use Swords? uit in de Paper Tiger Studios in Columbus (Ohio). De ep is begin 2008 beschikbaar gesteld als gratis internetdownload en is nooit officieel op cd gedrukt. Desondanks bezorgde ze de band in juni 2008 een platencontract bij Rise Records. Kort daarna voegde Caleb Shomo zich bij de band als toetsenist en ze begonnen met hun debuutalbum Someday Came Suddenly in de Foundation Recording Studios in Connersville, Indiana. Het album werd uitgebracht op 11 november 2008 en bereikte, ondanks overwegend negatieve recensies, #193 in de Billboard 200-hitlijsten en werd in de eerste week meer dan 3600 keer verkocht.
In 2008, tijdens een tournee met Maylene & the Sons of Disaster, werd Austin Carlile uit de band gezet vanwege persoonlijke verschillen met de andere leden. Het gat werd opgevuld door voormalig For All We Know-zanger Nick Barham. Op 9 maart 2009 bracht het label Fearless Records het coveralbum Punk Goes Pop 2 uit, waarop Attack Attack! het nummer I Kissed A Girl van Katy Perry coverde (nog steeds met Austin Carlile als zanger). In hetzelfde jaar mochten ze meespelen op de Warped Tour. Op 4 juni 2009 werd de eerste single Stick Stickly uitgebracht, genoemd naar een Nickelodeon-personage uit de show Nick in the Afternoon. De bijbehorende videoclip werd zeer negatief ontvangen door de pers en was de trigger voor het internetfenomeen Crabcore. De band nam dit echter met humor en verkoopt sindsdien T-shirts met de opdruk Crab Fucking Core of Major League Crabcore met het aangepaste MLB-logo. De songs The People's Elbow en Dr. Shavargo Pt. 3 kwam uit als single, met de laatste ook een videoclip met live-opnamen.
Op 19 oktober 2009 kondigde Nick Barham aan de band te verlaten, waarna toetsenist Caleb Shomo naast het keyboard ook de zang overnam. Aan het einde van het jaar verschenen de eerste live-opnamen van de band van het nieuwe nummer Sexual Man Chocolate op hun titelloze album Attack Attack!, dat het daarop volgende jaar zou moeten verschijnen. Drie andere nummers van hun tweede album Renob, Nevada, AC-130 en A For Andrew, werden begin 2010 voor het eerst gepresenteerd. Het nieuwe album werd uitgebracht op 8 juni 2010. Er werden in de eerste week meer dan 15.000 exemplaren verkocht en bereikte #26 in de Billboard 200-hitlijsten. Het kreeg gemengde tot negatieve recensies in de pers, maar werd over het algemeen beter beoordeeld dan zijn voorganger. Door het grote succes van de band speelden ze mee in de Warped Tour 2010.
Op 10 november 2010 verliet Clean-zanger en ritmegitarist Johnny Franck de band om zich weer op zijn leven en God te concentreren. In de officiële verklaring van de band kondigden ze aan dat Caleb Shomo nu ook de cleane zang op de albums overneemt naast keyboard en uncleane zang. Sean Mackowski van My Ticket Home verving Franck als een live vervanger. Op 11 januari 2011 kwam de eerste single van het album Smokahontas uit. De bijbehorende video werd tien dagen later gepubliceerd en er is tot nu toe bijna tien miljoen keer op geklikt. In hetzelfde jaar speelden ze opnieuw op de Warped Tour 2011, waar ze aankondigden Attack Attack uit te brengen in een luxe versie met vier nieuwe nummers, twee remixen en twee akoestische versies. De eerste single Last Breath van de luxe versie werd op 7 juni 2011 geüpload op het officiële YouTube-kanaal van Rise Records en op 27 juni beschikbaar gemaakt om te downloaden. De deluxe versie is uitgebracht op 19 juli 2011.
Attack Attack! begon met opnemen voor haar derde studioalbum in het najaar van 2011. De eerste studio-update werd op 24 oktober 2011 op YouTube uitgebracht. De titel en publicatiedatum van het album werden aangekondigd op 14 november en zou This Means War heten en op 17 januari 2012 worden uitgebracht via Rise Records. Dit keer was het producent/zanger Caleb Shomo in plaats van Joey Sturgis, die de twee voorgangers produceerde. Op 13 december 2011 werd het eerste nummer van het nieuwe album The Motivation beschikbaar gemaakt voor streaming op YouTube. Op 20 december werd het nummer als single op iTunes uitgebracht.
Na de première van de tweede single The Wretched met de begeleidende videoclip werd his Means War uitgebracht op 17 januari 2012. Het album bereikte #11 in de Billboard 200-hitlijsten en werd binnen de eerste week meer dan 17.000 keer verkocht. Dit werd gevolgd door een uitgebreide headline-tournee van 26 januari tot 26 februari, samen met The Ghost Inside, Sleeping with Sirens en andere bands. In december 2012 kondigden John Holgado en kort daarna Caleb Shomo aan dat ze de band zouden verlaten. Beiden noemden jaren van klinische depressie als redenen. Caleb Shomo wil zich blijven inzetten voor zijn elektronische project CLASS en zijn band Beartooth. Phil Druyor van I Am Abomination verving Caleb Shomos en Tyler Sapp (oude merchandiseverkoper van Attack Attack!) om John Holgado te vervangen.
Op 22 april 2013 kondigde de band hun laatste tournee aan (The Back in Action Tour) en werd ontbonden na het laatste concert van de tournee. De overgebleven leden vormden toen de nieuwe band Nativ, William Honto van Carta Immense trad toe als tweede gitarist. Een eerste teaser werd uitgebracht op 23 augustus 2013.

## Discografie

### Ep's
- 2008: If Guns Are Outlawed, Can We Use Swords?

### Albums
- 2008: Someday Came Suddenly (Rise Records)
- 2011: Attack Attack! Deluxe Edition (Rise Records)
- 2012: This Means War (Rise Records)